# Byttneria humbertiana
Byttneria humbertiana är en malvaväxtart som beskrevs av Arenes. Byttneria humbertiana ingår i släktet Byttneria och familjen malvaväxter. Inga underarter finns listade i Catalogue of Life.